# محترف معتمد في الأمن الهجومي
محترف معتمد في الأمن الهجومي (OSCP) هي شهادة قرصنة أخلاقية تقدمها شركة Offensive Security تعلم منهجيات اختبار الاختراق واستخدام الأدوات المضمنة في توزيع كالي لينكس (خليفة باك تراك). الشهادة هي شهادة اختبار اختراق عملي، تتطلب من حامليها مهاجمة واختراق الأجهزة الحية المختلفة بنجاح في بيئة معملية آمنة. تعتبر أكثر تقنية من شهادات القرصنة الأخلاقية الأخرى،   وهي واحدة من الشهادات القليلة التي تتطلب دليلًا على مهارات اختبار الاختراق العملي.

## تحدي الشهادة
عند الانتهاء من الدورة، يصبح الطلاب مؤهلين لمواجهة تحدي الشهادة. يتم منحهم 24 ساعة في مختبر غير مألوف لإكمال متطلبات الاختبار بنجاح. يجب أن يتضمن التوثيق الإجراءات المستخدمة وإثبات الاختراق الناجح بما في ذلك ملفات العلامات الخاصة التي يتم تغييرها في كل اختبار. تتم مراجعة نتائج الامتحان من قبل لجنة إصدار الشهادات ويتم الرد في غضون 10 أيام عمل.

## إعادة التصديق
لا يتطلب من الحاصل عليها تجديدها.

## العلاقات مع التدريبات أو الامتحانات الأمنية الأخرى
يؤهل إتمام اختبار الشهادة بنجاح الطالب للحصول على 40 (ISC)² في التطوير المهني. في عام 2015، بدأت هيئة الاعتماد المهيمنة في المملكة المتحدة لاختبار الاختراق (CREST) في الاعتراف بهذه الشهادة كمكافئ للمستوى المتوسط من اختبار CREST المسجل (CRT).

## روابط خارجية
- الموقع الرسمي